# 喜びの歌 (桐谷健太&THE イナズマ戦隊の曲)
「喜びの歌」（よろこびのうた）は2013年10月23日にSMALLER RECORDINGSからリリースされた河野勇作（桐谷健太）×THE イナズマ戦隊のコラボシングル。

## 概要
関西テレビ開局55周年記念ドラマ『Y・O・U やまびこ音楽同好会』で主演の桐谷健太演じる河野勇作と、劇中でバンドメンバーとして出演するTHE イナズマ戦隊とのコラボ楽曲。
桐谷はこの楽曲でCDデビューを果たした。

## メンバー
- 桐谷 健太（ヴォーカル、ギター）
- 上中 丈弥（ギター、バッキング・ヴォーカル）
- 山田 武郎（ギター、バッキング・ヴォーカル）
- 中田 俊哉（ベース、バッキング・ヴォーカル）
- 久保 裕行（ドラム、キーボード、バッキング・ヴォーカル）

## 収録曲

### CD
1. 喜びの歌(3:57)
  - 作詞:上中丈弥、作曲・編曲:THE イナズマ戦隊
  - 関西テレビ『Y・O・U やまびこ音楽同好会』主題歌
2. 君の旅路に桜が笑う(3:57)
  - 作詞:上中丈弥、作曲・編曲:THE イナズマ戦隊
  - 関西テレビ『Y・O・U やまびこ音楽同好会』挿入歌

### DVD (初回生産限定盤)
1. 君の旅路に桜が笑う Music Video

## 収録アルバム
- 喜びの歌
  - 香音-KANON-（桐谷健太）
- 君の旅路に桜が笑う
  - 香音-KANON-（桐谷健太）

## カバー
- 喜びの歌
  - 17（THE イナズマ戦隊）※セルフカバー[2]